# Јанко (име)
Јанко је име које потиче од деминутивног облика словенског имена Јан, тј. Јован, Иван. Такође потиче од народног облика латинског имена Јоханес. Познати људи са именом су:

## Име
- Јанко Бобетко (1919–2003), хрватски генерал
- Јанко Брашић (1906–1994), српски сликар
- Јанко Драшковић (1770–1856), хрватски политичар
- Јанко Гагић (умро 1804), српски хајдучки вођа
- Јанко Гредељ (1916–1941), југословенски комуниста
- Јанко Камауф (1801–1874), градски судац Градеца и градоначелник Загреба, Хрватска
- Јанко Керсник (1852–1897), словеначки писац и политичар
- Јанко Константинов (1926–2010), македонски архитекта и уметник
- Јанко Лесковар (1861–1949), хрватски романописац
- Јанко Луковски (1946–2023), македонски кошаркаш и тренер
- Јанко Премрл (1920–1943), словеначки партизан
- Јанко Прунк (рођен 1942), словеначки историчар
- Јанко Смоле (1921–2010), словеначки политичар
- Јанко Типсаревић (рођен 1984), српски тенисер
- Јанко Тумбасевић (рођен 1985), црногорски фудбалер
- Јанко Веселиновић (адвокат) (рођен 1965), српски академик и политичар
- Јанко Веселиновић (1862–1905), српски књижевник
- Јанко Вукотић (1866–1927), црногорски генерал
- Јанко Вуковић (1871–1918), хрватски адмирал
- Јанко Вучинић (1966–2019), црногорски професионални боксер и политичар

## Презиме
- Ева Јанко (рођена 1945), аустријска бацачица копља
- Сеп Јанко (1905–2001), фолксгрупенфирер и СС оберстурмфирер